# آن لويس
آن لويس (بالإنجليزية: Ann Lewis)‏ هي مستشارة سياسية أمريكية، ولدت في 19 ديسمبر 1937 في جيرسي سيتي في الولايات المتحدة.

## وصلات خارجية
- آن لويس على موقع إن إن دي بي (الإنجليزية)